# Zacpetén
Zacpetén es un sitio arqueológico precolombino de la civilización maya localizado en el departamento del Petén, en el norte de Guatemala.

## Historia y localización
El yacimiento de Zacpetén ocupa una península en el lago Salpetén en la región del Petén. Ha sido esporádicamente habitado por el pueblo maya a lo largo de distintas épocas, desde su construcción inicial en el periodo preclásico, ca. 500 - 300 a. C.
Después de haber sido abandonado en el preclásico tardío o el clásico temprano, el sitio fue habitado nuevamente entre los años 600 – 950 d. C. Se le volvió a abandonar y fue ocupado nuevamente en el posclásico tardío por el pueblo de los couohes que había salido de la península de Yucatán después de la disolución de la liga de Mayapán en el xv, antes de la llegada de los conquistadores españoles. Este pueblo, también identificado como Ko'woj, emparentado étnicamente, pero en conflicto político con los itzá, que también regresaron a la región del Petén desde su lugar en el Mayab (península de Yucatán), trajo su propia industria de cerámica y construyó en el sitio de Zacpetén monumentos del estilo de Mayapán, muy diferente al del resto del Petén. Este grupo y otros emparentados que llegaron hasta Tayasal resistieron la conquista española hasta la parte final del xvii, registrándose su rendición en 1697.

## Descripción del sitio
Varias investigaciones arqueológicas han enfatizado la similitud de las estructuras de Zacpetén con aquellas de Mayapán. El sitio ha sido dividido en seis áreas identificadas alfabéticamente. Los grupos A, B y C están dominados por monumentos ceremoniales, mientras que los grupos D, E y F son esencialmente residenciales. Todos los grupos ceremoniales y dos de los residenciales están emplazados en la península, mientras que el último de los grupos residenciales se encuentra en la parte no peninsular del yacimiento.
El grupo A es el núcleo central del yacimiento y el punto focal del centro cívico ceremonial. El grupo contiene dos grandes estructuras y un pequeño sacbé que segmenta la plaza y une las dos estructuras.  
El grupo B incluye un grupo ceremonial perteneciente al periodo clásico tardío que fue más tarde vuelto a usar por los ocupantes del Zacpetén en el posclásico. Algunas inscripciones en los monumentos del grupo B sugieren vínculos con Tikal, importante centro político que se encuentra a 25 km de Zacpetén. El grupo F es un conjunto residencial ubicado al norte del sistema defensivo que protegía a la península. Este parece corresponder también al periodo clásico terminal.
La ocupación de Zacpetén en el posclásico está concentrada en cuatro de los cinco grupos dentro de la península. Los grupos D y E son de carácter residencial, mientras que los grupos A y C están dominados por conjuntos ceremoniales en el estilo Ko’woj.  Este estilo consiste en un templo con altares elevados que se encuentran en ángulo recto con respecto a otro templo, en lugar de que ambas estructuras estén frente a frente. Esta variante aparece también en otros sitios como Topoxté y Muralla de León, en el mismo Petén.  
Otros sitios del posclásico pertenecientes a los Itzá que contienen grupos ceremoniales, no incluyen templos formales como en el caso de Zacpetén. Las residencias de este último están formadas en grupos con un patio e incluyen un cuarto frontal y otro posterior, el primero con pinturas en los muros mientras que el cuarto posterior tiene piso de tierra. Parece que las actividades familiares se llevaban a cabo en el cuarto posterior mientras que el frontal era dedicado a actividades sociales y rituales.